# (55676) Klythios
(55676) Klythios (3034 T-1) – planetoida z grupy trojańczyków okrążająca Słońce w ciągu 12,01 lat w średniej odległości 5,24 j.a. Odkryta 26 marca 1971 roku.